# 1279
Il 1279 (MCCLXXIX in numeri romani) è un anno  del XIII secolo.

## Eventi
- 30 aprile - Cagli, Fabriano, Foligno e Nocera Umbra: un sisma provoca gravi danni nell'appennino umbro-marchigiano. Poche ore dopo un altro forte sisma si verifica nell'area dell'appennino tosco-emiliano, causando danni e vittime.
- Viene istituito il Palio di Ferrara, il più antico del mondo.
- L’Impero mongolo di Gengis Khan raggiunge la sua massima espansione.

## Nati
- 3 marzo - Ismaʿil I di Granada, sultano († 1325)
- 5 aprile - Al-Nuwayri, storico e enciclopedista egiziano († 1333)
- Luigi I di Borbone, nobile († 1341)
- Nigel Bruce, nobile scozzese († 1306)
- Margherita di Francia († 1318)
- Ottone I di Pomerania, nobile († 1344)

## Morti
- 16 febbraio - Alfonso III del Portogallo, sovrano portoghese (n. 1210)
- 5 marzo - Ernst von Ratzeburg
- 8 marzo - Adelaide I di Borgogna, nobile (n. 1218)
- 16 marzo - Giovanna di Dammartin, regina (n. 1220)
- 14 aprile - Boleslao il Pio, nobile polacco
- 7 maggio - Alberto di Villa d'Ogna, religioso italiano (n. 1214)
- 28 giugno - Giovanni I di Blois-Châtillon, nobile
- 4 luglio - Ottone di Brunswick-Lüneburg, vescovo cattolico tedesco
- 22 luglio - Filippo di Carinzia, patriarca cattolico austriaco
- 8 agosto - Roberto di Courtenay, vescovo cattolico francese
- 15 agosto - Alberto I di Brunswick-Lüneburg, nobile (n. 1236)
- 31 agosto - Aldobrandino Cavalcanti, vescovo cattolico italiano (n. 1217)
- 3 settembre - Étienne Tempier, teologo e vescovo cattolico francese
- 12 settembre - Robert Kilwardby, cardinale inglese
- 7 dicembre - Boleslao V di Polonia, sovrano polacco (n. 1226)
- 23 dicembre - Martino Polono, arcivescovo cattolico (n. 1215)
- Ban Mueang, sovrano siamese
- Giberto Dandolo, ammiraglio e politico italiano
- Corrado di Sassonia, teologo tedesco
- Valerano IV di Limburgo, duca
- Luigi di Castiglia, principe (n. 1243)

## Calendario
| Calendario 1279 | Calendario 1279 | Calendario 1279 | Calendario 1279 | Calendario 1279 | Calendario 1279 | Calendario 1279 | Calendario 1279 | Calendario 1279 | Calendario 1279 | Calendario 1279 | Calendario 1279 | Calendario 1279 | Calendario 1279 | Calendario 1279 | Calendario 1279 | Calendario 1279 | Calendario 1279 | Calendario 1279 | Calendario 1279 | Calendario 1279 | Calendario 1279 | Calendario 1279 | Calendario 1279 | Calendario 1279 | Calendario 1279 | Calendario 1279 | Calendario 1279 | Calendario 1279 | Calendario 1279 | Calendario 1279 | Calendario 1279 | Calendario 1279 |
| --------------- | --------------- | --------------- | --------------- | --------------- | --------------- | --------------- | --------------- | --------------- | --------------- | --------------- | --------------- | --------------- | --------------- | --------------- | --------------- | --------------- | --------------- | --------------- | --------------- | --------------- | --------------- | --------------- | --------------- | --------------- | --------------- | --------------- | --------------- | --------------- | --------------- | --------------- | --------------- | --------------- |
|                 | 1               | 2               | 3               | 4               | 5               | 6               | 7               | 8               | 9               | 10              | 11              | 12              | 13              | 14              | 15              | 16              | 17              | 18              | 19              | 20              | 21              | 22              | 23              | 24              | 25              | 26              | 27              | 28              | 29              | 30              | 31              |                 |
| Gennaio         | Do              | Lu              | Ma              | Me              | Gi              | Ve              | Sa              | Do              | Lu              | Ma              | Me              | Gi              | Ve              | Sa              | Do              | Lu              | Ma              | Me              | Gi              | Ve              | Sa              | Do              | Lu              | Ma              | Me              | Gi              | Ve              | Sa              | Do              | Lu              | Ma              |                 |
| Febbraio        | Me              | Gi              | Ve              | Sa              | Do              | Lu              | Ma              | Me              | Gi              | Ve              | Sa              | Do              | Lu              | Ma              | Me              | Gi              | Ve              | Sa              | Do              | Lu              | Ma              | Me              | Gi              | Ve              | Sa              | Do              | Lu              | Ma              |                 |                 |                 |                 |
| Marzo           | Me              | Gi              | Ve              | Sa              | Do              | Lu              | Ma              | Me              | Gi              | Ve              | Sa              | Do              | Lu              | Ma              | Me              | Gi              | Ve              | Sa              | Do              | Lu              | Ma              | Me              | Gi              | Ve              | Sa              | Do              | Lu              | Ma              | Me              | Gi              | Ve              |                 |
| Aprile          | Sa              | Do              | Lu              | Ma              | Me              | Gi              | Ve              | Sa              | Do              | Lu              | Ma              | Me              | Gi              | Ve              | Sa              | Do              | Lu              | Ma              | Me              | Gi              | Ve              | Sa              | Do              | Lu              | Ma              | Me              | Gi              | Ve              | Sa              | Do              |                 |                 |
| Maggio          | Lu              | Ma              | Me              | Gi              | Ve              | Sa              | Do              | Lu              | Ma              | Me              | Gi              | Ve              | Sa              | Do              | Lu              | Ma              | Me              | Gi              | Ve              | Sa              | Do              | Lu              | Ma              | Me              | Gi              | Ve              | Sa              | Do              | Lu              | Ma              | Me              |                 |
| Giugno          | Gi              | Ve              | Sa              | Do              | Lu              | Ma              | Me              | Gi              | Ve              | Sa              | Do              | Lu              | Ma              | Me              | Gi              | Ve              | Sa              | Do              | Lu              | Ma              | Me              | Gi              | Ve              | Sa              | Do              | Lu              | Ma              | Me              | Gi              | Ve              |                 |                 |
| Luglio          | Sa              | Do              | Lu              | Ma              | Me              | Gi              | Ve              | Sa              | Do              | Lu              | Ma              | Me              | Gi              | Ve              | Sa              | Do              | Lu              | Ma              | Me              | Gi              | Ve              | Sa              | Do              | Lu              | Ma              | Me              | Gi              | Ve              | Sa              | Do              | Lu              |                 |
| Agosto          | Ma              | Me              | Gi              | Ve              | Sa              | Do              | Lu              | Ma              | Me              | Gi              | Ve              | Sa              | Do              | Lu              | Ma              | Me              | Gi              | Ve              | Sa              | Do              | Lu              | Ma              | Me              | Gi              | Ve              | Sa              | Do              | Lu              | Ma              | Me              | Gi              |                 |
| Settembre       | Ve              | Sa              | Do              | Lu              | Ma              | Me              | Gi              | Ve              | Sa              | Do              | Lu              | Ma              | Me              | Gi              | Ve              | Sa              | Do              | Lu              | Ma              | Me              | Gi              | Ve              | Sa              | Do              | Lu              | Ma              | Me              | Gi              | Ve              | Sa              |                 |                 |
| Ottobre         | Do              | Lu              | Ma              | Me              | Gi              | Ve              | Sa              | Do              | Lu              | Ma              | Me              | Gi              | Ve              | Sa              | Do              | Lu              | Ma              | Me              | Gi              | Ve              | Sa              | Do              | Lu              | Ma              | Me              | Gi              | Ve              | Sa              | Do              | Lu              | Ma              |                 |
| Novembre        | Me              | Gi              | Ve              | Sa              | Do              | Lu              | Ma              | Me              | Gi              | Ve              | Sa              | Do              | Lu              | Ma              | Me              | Gi              | Ve              | Sa              | Do              | Lu              | Ma              | Me              | Gi              | Ve              | Sa              | Do              | Lu              | Ma              | Me              | Gi              |                 |                 |
| Dicembre        | Ve              | Sa              | Do              | Lu              | Ma              | Me              | Gi              | Ve              | Sa              | Do              | Lu              | Ma              | Me              | Gi              | Ve              | Sa              | Do              | Lu              | Ma              | Me              | Gi              | Ve              | Sa              | Do              | Lu              | Ma              | Me              | Gi              | Ve              | Sa              | Do              |                 |